# 拉撒路聖週六
拉撒路聖週六（英語：Lazarus Saturday），又稱拉匝禄週六，聖週的第一天，棕枝主日的前一天，基督教紀念日，源自於拜占庭禮儀（Byzantine Rite），後為東正教會與東儀天主教會承襲。這個日子被用來紀念《新約》中拉撒路的復活。